# Liste der Stolpersteine in Raesfeld
Die Liste der Stolpersteine in Raesfeld enthält alle Stolpersteine, die im Rahmen des gleichnamigen Kunst-Projekts von Gunter Demnig in Raesfeld verlegt wurden. Mit ihnen soll an Opfer des Nationalsozialismus erinnert werden, die in Raesfeld lebten und wirkten.
| Am Holocaust-Tag 27. Januar 2011 wurden mit der Genehmigung des Künstlers Stolpersteine verlegt und eine Gedenktafel am „Judenhaus“ enthüllt. |

## Verlegte Stolpersteine
| Adresse               | Verlege- datum | Person, Inschrift | Bild                                                  | Anmerkung |
| --------------------- | -------------- | --- | ----------------------------------------------------- | --------- |
| Borkener Straße 4 ·   | 11. Dez. 2013  | Hier wohnte Emma Elkan geb. Rosenbaum Jg. 1876 deportiert 1942 Theresienstadt ermordet 23.9.1942 Treblinka                     | Stolperstein für Emma Elkan geb. Rosenbaum            |           |
| Borkener Straße 4 ·   | 11. Dez. 2013  | Hier wohnte Moses 'Emanuel' Elkan Jg. 1868 deportiert 1942 Theresienstadt ermordet 23.9.1942 Treblinka                         | Stolperstein für Moses 'Emanuel' Elkan                |           |
| Dorstener Straße 12 · | 11. Dez. 2013  | Hier wohnte Hedwig Eckstein geb. Schwarz Jg. 1900 deportiert 1942 Auschwitz ermordet 12.8.1942                                 | Stolperstein für Hedwig Eckstein geb. Schwarz         |           |
| Dorstener Straße 12 · | 11. Dez. 2013  | Hier wohnte Helga Löwenherz Jg. 1928 deportiert 1942 ermordet in Auschwitz                                                     | Stolperstein für Helga Löwenherz                      |           |
| Dorstener Straße 12 · | 11. Dez. 2013  | Hier wohnte Henny Löwenherz geb. Schwarz Jg. 1898 deportiert 1942 Theresienstadt ermordet 10.9.1942                            | Stolperstein für Henny Löwenherz geb. Schwarz         |           |
| Dorstener Straße 12 · | 11. Dez. 2013  | Hier wohnte Juliana Eckstein Jg. 1937 deportiert 1942 ermordet in Auschwitz                                                    | Stolperstein für Juliana Eckstein                     |           |
| Dorstener Straße 12 · | 11. Dez. 2013  | Hier wohnte Levi Schwarz Jg. 1859 deportiert 1943 Sobibor ermordet 28.5.1943                                                   | Stolperstein für Levi Schwarz                         |           |
| Dorstener Straße 12 · | 11. Dez. 2013  | Hier wohnte Otto Eckstein Jg. 1904 deportiert 1942 Auschwitz ermordet 25.8.1942                                                | Stolperstein für Otto Eckstein                        |           |
| Dorstener Straße 12 · | 11. Dez. 2013  | Hier wohnte Richard Löwenherz Jg. 1896 deportiert 1942 Theresienstadt ermordet 31.12.1943                                      | Stolperstein für Richard Löwenherz                    |           |
| Klümper Straße 4 ·    | 27. Jan. 2011  | Hier wohnte Lenchen Rosenbaum Jg. 1914 deportiert 1941 Riga ermordet 1944 in Stutthof                                          | Stolperstein für Lenchen Rosenbaum                    |           |
| Klümper Straße 4 ·    | 27. Jan. 2011  | Hier wohnte Nathan Elkan Jg. 1888 deportiert 1942 Theresienstadt ermordet 1944 in Auschwitz                                    | Stolperstein für Nathan Elkan                         |           |
| Weseler Straße 12 ·   | 27. Jan. 2011  | Hier wohnte Jette Elkan Jg. 1864 deportiert 1942 Theresienstadt Minsk ermordet                                                 | Stolperstein für Jette Elkan                          |           |
| Weseler Straße 12 ·   | 27. Jan. 2011  | Hier wohnte Sarah 'Sophia' Lebenstein geb. Elkan Jg. 1862 deportiert 1942 unterwegs entlassen tot 10.5.1942 an Transportfolgen | Stolperstein für Sarah 'Sophia' Lebenstein geb. Elkan |           |
| Weseler Straße 12 ·   | 27. Jan. 2011  | Hier wohnte Amalie 'Malchen' Elkan Jg. 1900 deportiert 1941 Riga 1944 Stutthof ermordet                                        | Stolperstein für Amalie Elkan                         |           |
| Weseler Straße 12 ·   | 27. Jan. 2011  | Hier wohnte Herz Elkan Jg. 1859 deportiert 1942 ermordet 1944 in Theresienstadt                                                | Stolperstein für Herz Elkan                           |           |
| Weseler Straße 12 ·   | 27. Jan. 2011  | Hier wohnte Salomon 'Saly' Elkan Jg. 1900 Flucht Holland interniert Westerbork deportiert Auschwitz ermordet                   | Stolperstein für Salomon Elkan                        |           |
| Weseler Straße 43 ·   | 31. März 2009  | Hier wohnte Abraham Rosenbaum Jg. 1873 deportiert 1942 ermordet in Riga                                                        | Stolperstein für Abraham Rosenbaum                    |           |
| Weseler Straße 43 ·   | 31. März 2009  | Hier wohnte Dina Rosenbaum geb. Steinmann Jg. 1880 deportiert 1942 ermordet in Riga                                            | Stolperstein für Dina Rosenbaum geb. Steinmann        |           |
| Weseler Straße 43 ·   | 31. März 2009  | Hier wohnte Johanna Rosenbaum Jg. 1923 deportiert 1942 ermordet in Riga                                                        | Stolperstein für Johanna Rosenbaum                    |           |